# Persebaya Surabaya
Persatuan Sepak Bola Surabaya, w skrócie Persebaya Surabaya – indonezyjski klub piłkarski, grający w pierwszej lidze indonezyjskiej, mający siedzibę w mieście Surabaja.

## Historia
Klub został założony w 1927 roku. W 1941 roku osiągnął swój pierwszy sukces, gdy wywalczył mistrzostwo Indonezji. W latach 50. Persebaya trzykrotnie sięgała po tytuł mistrzowski, a sukcesy te przypadły na sezony 1950, 1951 i 1952. W 1978 roku klub po raz piąty został mistrzem kraju, a w 1988 roku po raz szósty. Kolejne mistrzostwo kraju Surabaya wywalczyła w sezonie 1996/1997. W 2004 roku sięgnęła po swój ósmy tytuł mistrzowski. Po utworzeniu Super League Surabaya została mistrzem w 2013 roku.

## Stadion
Domowe mecze klub rozgrywa na stadionie Gelora Bung Tomo, który może pomieścić 50 tysięcy widzów.

## Kibice
Kibice klubu Persebaya Surabaya są nazywani Bonek, co jest skrótem od Bondo Nekat (Nierozważni Ludzie). Ich rywalami są Aremania, kibice klubu Arema Cronus. Mecze z Aremą Cronus nazywane są Derbami Jawy Wschodniej.

## Sukcesy

### Domowe

#### Ligowe
- Indonesia Super League
  - mistrzostwo (1): 2013

- Liga Indonesia
  - mistrzostwo (2): 1996/1997, 2004
  - wicemistrzostwo (1): 1998/1999

- Perserikatan
  - mistrzostwo (6): 1941, 1950, 1951, 1952, 1978, 1988

#### Pucharowe
- Piala Utama
  - zwycięstwo (1): 1990

## Skład na sezon 2015
| Nr | Poz. | Piłkarz                |
| -- | ---- | ---------------------- |
| 1  | BR   | Jendry Pitoy (kapitan) |
| 2  | OB   | Putu Gede Juni Antara  |
| 3  | OB   | Dany Saputra           |
| 4  | PO   | Asep Berlian           |
| 5  | OB   | Otávio Dutra           |
| 6  | PO   | Evan Dimas             |
| 7  | PO   | Siswanto               |
| 8  | PO   | Slamet Nurcahyono      |
| 10 | NA   | Rudi Widodo            |
| 12 | PO   | Wahyu Suboseto         |
| 14 | OB   | Yesaya Desnam          |
| 16 | PO   | Zulfiandi              |
| 17 | PO   | Wage Dwi Aryo          |
| 18 | OB   | Erick Dwi Ermawansyah  |
| 20 | NA   | Ilham Armaiyn          |

| Nr | Poz. | Piłkarz               |
| -- | ---- | --------------------- |
| 21 | OB   | Muhammad Fathurochman |
| 22 | NA   | Fandi Utomo           |
| 27 | PO   | Muhammad Fauzan Jamal |
| 30 | BR   | Thomas Ryan Bayu      |
| 31 | NA   | Feri Ariawan          |
| 34 | OB   | Sahrul Kurniawan      |
| 41 | NA   | Safrizal Harahap      |
| 44 | NA   | Émile Mbamba          |
| 46 | OB   | Firly Apriansyah      |
| 53 | OB   | Munhar                |
| 68 | OB   | Mochammad Zaenuri     |
| 77 | BR   | Hery Prasetyo         |
| 81 | PO   | Muhammad Hargianto    |
| 99 | PO   | Eric Djemba-Djemba    |